# Hjerpgården
Hjerpgården i Söderås är den äldsta av byns gammelgårdar och omtalades redan i början av 1500-talet. Den har varit i släktens ägo sedan dess och nuvarande ägare är trettonde generationen enligt kyrkböckerna (längre tillbaka kan man inte komma). Hjerp är ett soldatnamn som soldat Hans Mårtensson (född 1662) fick när han befann sig i Pommern. 
Hjerpgården ligger belägen vid Slätta i Söderås där både Linnévägen, som är den väg Carl von Linné red 1734 på sin berömda dalaresa, och Dalkarlsvägen passerar vid tomtgränsen.